# Титан (компания)
АО "ГК «Титан» — российская, инновационная корпорация, занимающаяся производством и сбытом синтетического каучука, латексов, МТБЭ, а также разработками в сфере биотехнологий. Организационно-правовая форма — Акционерное общество. В составе группы — ПАО «Омский каучук», ООО «Титан-Агро», ООО «ИНВЕСТХИМПРОМ», ООО «Новочеркасский завод смазочных материалов», ООО «Титан-Интер-Трейд», ООО «Псковский завод „Титан-Полимер“» и другие предприятия.
Полное фирменное наименование — Акционерное общество "Группа компаний «Титан». Штаб-квартира — в Омске.

## История - хронология компании
Группа компаний «Титан» ведёт свою историю с 20 ноября 1989 года, когда Михаил Сутягинский создал при комитете комсомола ПО «Омскнефтеоргсинтез» (ОНПЗ), молодёжный центр «Титан» (МЦ «Титан»). В первые годы компания занималась в основном торгово-закупочной деятельностью.
В 1993 году на базе Молодёжного центра «Титан» учреждено товарищество с ограниченной ответственностью «Западно-Сибирская торгово-промышленная фирма „Титан“» (ЗСТПФ «Титан»). ЗСТПФ «Титан» занималась ремонтом, строительством, изготовлением строительных материалов и мягкой мебели, оптово-розничной торговлей продуктами питания, реализацией автомобилей ВАЗ. Наиболее перспективным направлением бизнеса становится оптовая торговля нефтепродуктами. Продолжает своё развитие направление грузовых перевозок, в этот период «Титан» был принят в члены Ассоциации международных автомобильных перевозчиков (АСМАП).
В 1995 году предприятие группы ЗАО «ЭКООЙЛ» выпустило первую тонну метил-трет-бутилового эфира, высокооктановой присадки к топливу. Что составило инновацию в производстве этих добавок, в РФ (основанно производство одной из первых компаний в РФ.).
В 1998 году АО "ГК «Титан» становится генеральным инвестором завода «Омский каучук», начинается масштабная работа по восстановлению предприятия, производство которого пострадало от экономических перемен, связанных с политически сложным периодом для страны. Сегодня[когда?] ПАО «Омский каучук» занимает одно из лидирующих мест среди российских производителей синтетического каучука. Продукция завода на протяжении всей истории была неоднократно удостоена высоких наград, в том числе — международного приза за достижения в технологии и качестве продукции, сертификата РФ «Лидер Российской экономики», премии «Золотой Меркурий» за лучшие показатели по объёмам реализованной продукции от Европейской Ассоциации «Партнерство ради прогресса», дипломов и медалей международных выставок «Химия», «Шины, РТИ и каучуки». Продукция завода неоднократно побеждала в конкурсе «Сто лучших товаров». Ее качество сориентировано на спецификацию ЕС и соответствует ей на 100 %.
По состоянию на конец 2016 года доля в производстве по основным видам продукции: 36 % общероссийского рынка каучуков СКМС; 25 % общероссийского рынка МТБЭ. Количество рабочих мест — около 3000.
В 1999 году было создано ООО «ИНВЕСТХИМПРОМ». Сфера деятельности предприятия — автоперевозки грузов (в том числе крупногабаритных и опасных) по России и странам зарубежья; оказание тех. услуг по обслуживанию автотранспорта (в том числе проведение тех. осмотра). С 2001 года является членом Ассоциации международных автомобильных перевозок. Компания награждена дипломом Торгово-промышленной палаты РФ за значительный вклад в развитие бизнеса в сфере международных перевозок, в 2007 году стала лауреатом национальной общественной премии транспортной отрасли России «Золотая колесница» в номинации «Лучшее российское региональное предприятие международных автомобильных перевозок». Обладатель награды «Лучший перевозчик СНГ» с парком автомобилей до 10 единиц (Международный союз автоперевозчиков). «ИНВЕСТХИМПРОМ» неоднократно признавалось лучшим международным перевозчиком Сибирского федерального округа РФ. Количество рабочих мест — около 300.
В этом же году «Титан» расширяет географию своего присутствия в России и регистрирует в г. Уфе предприятие «Баш-Титан», которое занимается реализацией продукции, производимой на заводе «Омский каучук».
В 2012 году начал работу завод по производству полипропилена ООО «Полиом». Завод построен по технологии компании Basell, поставщик технологического оборудования — Tecnimont. Мощность предприятия — 210 000 тонн полипропилена в год. Ассортимент выпускаемой продукции — 98 марок полипропилена (гомо-, стат-, блоксополимеры).
С 2006 года Группа компаний «Титан» входит в число крупнейших частных компаний по данным журнала Forbes, а также занимает стабильные позиции в таких рейтингах, как «Эксперт» и «Эксперт-Сибирь».
Параллельно с развитием нефтехимического направления компания развивает агропромышленное: в 2006 году создается ООО «Титан-Агро». С 2012 года работает свиноводческий комплекс «Петровский» (обособленное подразделение «Титан-Агро»). Он включает товарный свинокомплекс на 4800 продуктивных свиноматок с полным циклом производства и племенную ферму на 770 продуктивных свиноматок с полным циклом производства. Мощность свиноводческого комплекса — 100 тысяч голов, поголовье: Hermitage Genetics (Ирландия).
В апреле 2014 года была введена в эксплуатацию первая очередь мясокомбината «Пушкинский» (обособленное подразделение «Титан-Агро»). Мощность производственных линий — 300 голов/сутки.
В 2015 году начата работа комбикормового завода «Пушкинский» мощностью до 125 тыс. кг кормов в год. Сегодня здесь производят полнорационные корма для крупного рогатого скота, свиней, кроликов, лошадей и птицы по различным рецептурам в рассыпном виде, гранулах, в виде крупки из гранул. В 2016 году комбикорма, производимые «Титан-Агро», вошли в число лауреатов федерального этапа конкурса программы «100 лучших товаров России». 
В декабре 2015 года создано ООО «Титан-Интер-Трейд». Деятельность компании — оптовая торговля химическими продуктами, осуществление внешнеэкономической деятельности, посредническо-сбытовая и торговая деятельность.
В августе 2017 года в состав Группы компаний «Титан» вошло - ООО «Новочеркасский завод смазочных материалов». Основу производственных мощностей предприятия составляют технологические установки по производству смазок и смазочно-охлаждающих жидкостей для различных отраслей промышленности: машиностроения, металлургии, приборостроения, автомобильного и железнодорожного транспорта, металлообработки, а также оборонного комплекса. При выпуске продукции используются полунепрерывные и непрерывные схемы производства, что позволяет выполнять заказы объемом свыше 12 000 тонн в год. Завод работает по уникальной технологии на основе безводной заварки, благодаря которой значительно сокращаются расходы на энергетику и сохраняется качество готовой продукции. Ассортимент выпускаемой продукции включает продукты на основе нефтяных и синтетических масел — моторные, трансмиссионные, гидравлические масла; консистентные смазки; смазочные материалы; смазочно-охлаждающие жидкости; разделительные жидкости; модификаторы трения и компоненты буровых растворов. Количество рабочих мест — более 70.
При активном содействии Группы компаний «Титан» в Омской области были созданы Агробиотехнологический и Нефтехимический промышленные кластеры. Оба кластера внесены в реестр Министерства промышленности и торговли Российской Федерации, что дает право проектам на федеральную поддержку.
В феврале 2018 года зарегистрировано ООО «Псковский завод „Титан-Полимер“» для реализации проекта по выпуску БОПЭТ-пленок и ПЭТ-гранул на ранее экологически чистой территории Псковской области в ОЭЗ «Моглино». В этом же году предприятие становится резидентом особой экономической зоны.
В 2019 году ПАО «Омский каучук» подписало Соглашение об экологическом партнерстве с Министерством природных ресурсов Омской области. Аналогичный документ подписан между ООО «Титан-Полимер» и Администрацией Псковской области.
В январе 2020 года ПАО «Омский каучук» запустило производство фенола и ацетона. В рамках проект предусматривается модернизация производства фенола и ацетона мощностью 90 тыс. тонн в год и 56 тыс. тонн в год соответственно, включая замену основного технологического оборудования реакторного отделения, перевод системы управления на современную микропроцессорную базу, повышение производительности установки в целом.
29 января 2023 года, на фоне вторжения России на Украину, группа компаний внесена в санкционный список Украины.